# 북한산보국문역
북한산보국문(서경대학)역(Bukhansan Bogukmun(Seogyeongdaehaq)Sration, 北漢山輔國門(西京大學)驛)은 서울특별시 성북구 정릉동에 위치한 서울 경전철 우이신설선의 지하철역이다. 인근에 서경대학교가 있다.
역명은 이 역에서 보국문로 방향을 따라 북한산을 올라가면 북한산성의 보국문이 나오는 데에서 유래하였다. 한편 이 역이 소재한 성북구에서 진행한 설문조사에서는 ‘북한산정릉역’·‘청수역’ 등의 역명이 검토됐는데, 이 가운데 청수라는 이름은 정릉천 물이 맑아 붙은 명칭으로서 1894년부터 1914년까지 청수동(淸水洞)이라는 행정구역 명으로도 사용되었으며, 20세기 중반에 ‘청수장(淸水莊)’이라는 요정과 유원지가 들어선 이후 일대를 지칭하는 이름으로 사용되고 있다.

## 역사
- 2017년 3월 2일 : 북한산보국문역으로 역명 결정[3]
- 2017년 9월 2일 : 서울 경전철 우이신설선 개통과 함께 영업 개시

## 역 구조
2면 2선의 상대식 승강장을 갖추고 있으며, 스크린도어가 설치되어 있다.

### 승강장
| 솔샘 ↑ |
| \| 상  |
| ↓ 정릉 |

| 상행 | ● 서울 경전철 우이신설선 | 북한산우이 방면 |
| 하행 | ● 서울 경전철 우이신설선 | 신설동 방면     |

## 역 주변
| 나가는 곳 | 방면                                                                                                   |
| --------- | --- |
| 1         | 정릉4동주민센터 정릉파출소 대일외국어고등학교 서경대학교 청수도서관                                    |
| 2         | 정릉4치안센터 서울미양초등학교 미양고등학교 북한산보국문방면 정릉시장 정릉3동주민센터 서울청덕초등학교 |

## 사진

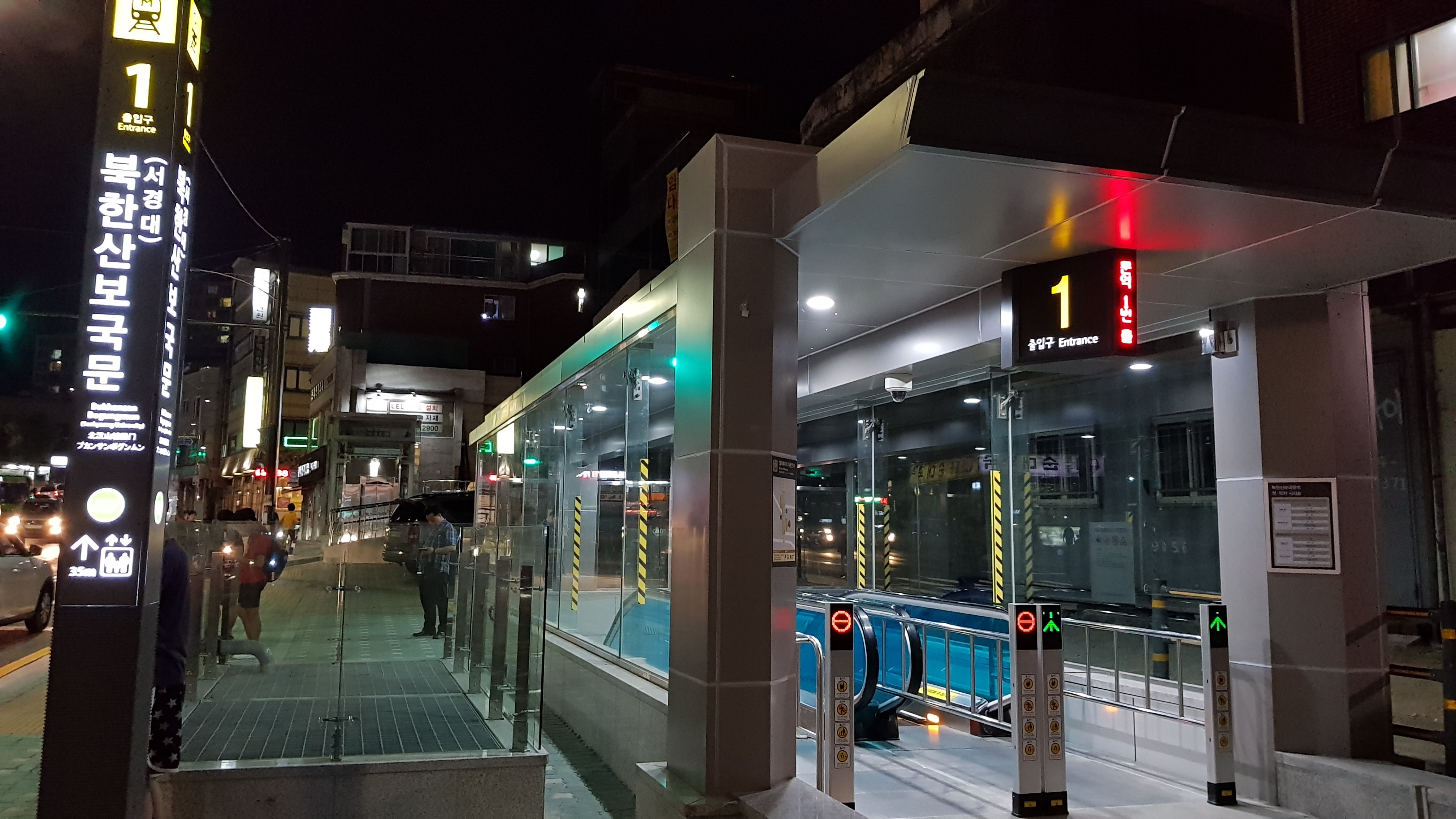
1번 출구
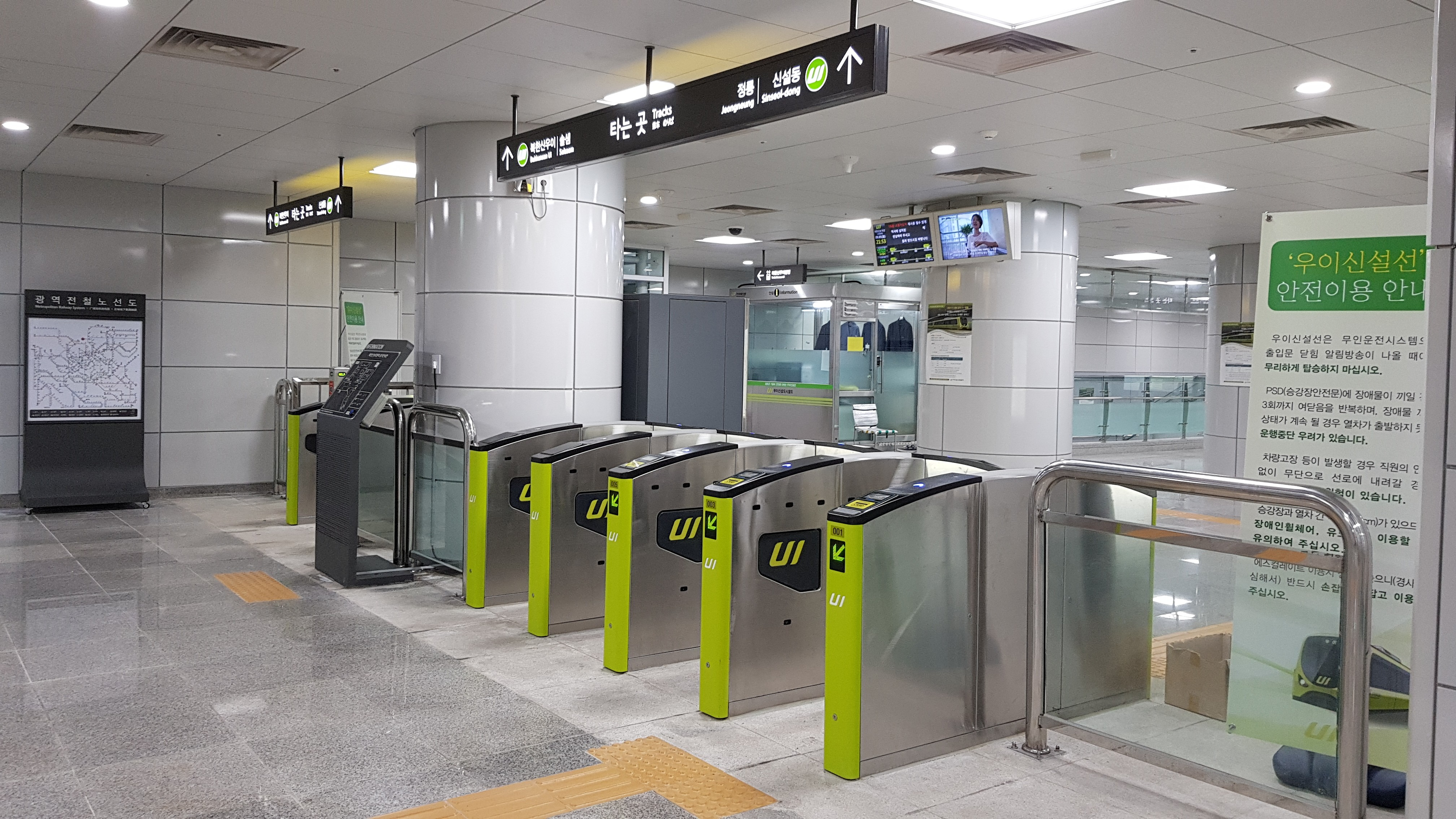
개찰구

## 인접한 역
| 서울 경전철 우이신설선 | 서울 경전철 우이신설선   | 서울 경전철 우이신설선 |
| ---------------------- | ------------------------ | ---------------------- |
| 솔샘 북한산우이 방면   | ● 서울 경전철 우이신설선 | 정릉 신설동 방면       |